# Morti nel 2016/Giugno
| Questa pagina contiene informazioni ricavate automaticamente dalle voci biografiche con l'ausilio del template Bio e di un bot. L'aggiornamento è periodico e automatico e ricostruisce completamente la pagina. Se manca una persona in questa lista, sei pregato di non aggiungerla, ma accertati piuttosto che la sua voce biografica contenga il template Bio e che i dati anagrafici siano correttamente compilati. Se il template Bio manca, inseriscilo tu stesso o, in alternativa, metti l'avviso {{tmp\|Bio}} che ne segnala la mancanza. Se i dati riportati sono sbagliati, correggi direttamente la voce biografica; le modifiche saranno visibili in questa lista entro pochi giorni. Per chiarimenti vedi il progetto biografie. La lista contiene solo le 165 persone che sono citate nell'enciclopedia e per le quali è stato implementato correttamente il template Bio. Pagina aggiornata al 26 lug 2025. |

- 1º giugno - Agostino Coletto, ciclista su strada italiano (n. 1927)
- 1º giugno - Silvio Mirarchi, militare italiano (n. 1963)
- 1º giugno - Grigore Obreja, canoista rumeno (n. 1967)
- 2 giugno - Klaus Biemann, chimico austriaco (n. 1926)
- 2 giugno - Procopio Di Maggio, mafioso italiano (n. 1916)
- 2 giugno - Thomas Kibble, fisico britannico (n. 1932)
- 2 giugno - Pál Koczka, cestista ungherese (n. 1939)
- 2 giugno - Evgenij Lemeško, allenatore di calcio e calciatore sovietico (n. 1930)
- 2 giugno - Renato Valentini, sciatore alpino italiano (n. 1946)
- 3 giugno - Muhammad Ali, pugile statunitense (n. 1942)
- 3 giugno - Szabolcs Baranyi, tennista ungherese (n. 1944)
- 3 giugno - Adolph Cornelis van Bruggen, entomologo e botanico olandese (n. 1929)
- 3 giugno - Fulvio Galimi, schermidore argentino (n. 1927)
- 3 giugno - Joseph Michel, politico belga (n. 1925)
- 3 giugno - Lucia Ragni, attrice e regista teatrale italiana (n. 1951)
- 3 giugno - Luis Salom, pilota motociclistico spagnolo (n. 1991)
- 3 giugno - Dave Swarbrick, violinista e chitarrista britannico (n. 1941)
- 4 giugno - Pierre Grimblat, produttore televisivo, sceneggiatore e regista francese (n. 1922)
- 4 giugno - István Halász, calciatore ungherese (n. 1951)
- 4 giugno - Nicky Jennings, calciatore inglese (n. 1946)
- 4 giugno - József Kovács, cestista e allenatore di pallacanestro ungherese (n. 1937)
- 4 giugno - Piero Leddi, pittore italiano (n. 1930)
- 4 giugno - Nicola Tanda, critico letterario e filologo italiano (n. 1928)
- 4 giugno - Beppe de Tomasi, regista teatrale, attore e librettista italiano (n. 1934)
- 5 giugno - Jerome Bruner, psicologo statunitense (n. 1915)
- 5 giugno - Gianluca Buonanno, politico italiano (n. 1966)
- 5 giugno - Luis Trujillano, cestista spagnolo (n. 1933)
- 6 giugno - Theresa Poh Lin Chan, scrittrice e docente singaporiana (n. 1943)
- 6 giugno - Arturo Colombo, storico e giornalista italiano (n. 1934)
- 6 giugno - Kimbo Slice, artista marziale misto e pugile bahamense (n. 1974)
- 6 giugno - Viktor Korčnoj, scacchista sovietico (n. 1931)
- 6 giugno - Erich Linemayr, arbitro di calcio austriaco (n. 1933)
- 6 giugno - Peter Shaffer, drammaturgo e sceneggiatore inglese (n. 1926)
- 7 giugno - Johnny Brooks, calciatore inglese (n. 1931)
- 7 giugno - Stephen Keshi, allenatore di calcio e calciatore nigeriano (n. 1962)
- 7 giugno - Pina Maisano Grassi, politica italiana (n. 1928)
- 7 giugno - Leandro Ribera Abad, pallanuotista spagnolo (n. 1934)
- 7 giugno - Sean Rooks, cestista e allenatore di pallacanestro statunitense (n. 1969)
- 7 giugno - Didargylyç Urazow, calciatore turkmeno (n. 1977)
- 8 giugno - Pierre Aubert, politico svizzero (n. 1927)
- 8 giugno - Sascha Lewandowski, allenatore di calcio tedesco (n. 1971)
- 8 giugno - Qahhor Mahkamov, politico tagiko (n. 1932)
- 8 giugno - Marina Malfatti, attrice italiana (n. 1933)
- 8 giugno - Quino Salvo, cestista e allenatore di pallacanestro spagnolo (n. 1958)
- 8 giugno - Beppi Zancan, giornalista italiano (n. 1936)
- 9 giugno - Carillo Gritti, vescovo cattolico e missionario italiano (n. 1942)
- 9 giugno - Jean Normant, chimico francese (n. 1936)
- 9 giugno - Brooks Thompson, cestista e allenatore di pallacanestro statunitense (n. 1970)
- 10 giugno - Shaibu Amodu, allenatore di calcio e calciatore nigeriano (n. 1958)
- 10 giugno - Sergio Coppotelli, chitarrista e compositore italiano (n. 1929)
- 10 giugno - Christina Grimmie, cantante, pianista e youtuber statunitense (n. 1994)
- 10 giugno - Desmond Heeley, costumista e scenografo britannico (n. 1931)
- 10 giugno - Gordie Howe, hockeista su ghiaccio canadese (n. 1928)
- 10 giugno - Habib, cantautore, compositore e musicista iraniano (n. 1947)
- 10 giugno - Mimmo Palmara, attore, doppiatore e direttore del doppiaggio italiano (n. 1928)
- 10 giugno - Giuseppe Virgili, calciatore e allenatore di calcio italiano (n. 1935)
- 11 giugno - Rudi Altig, ciclista su strada e pistard tedesco (n. 1937)
- 11 giugno - Trent Gardner, tastierista statunitense (n. 1961)
- 11 giugno - Paolo Leon, economista italiano (n. 1935)
- 12 giugno - Michele Cennamo, architetto e urbanista italiano (n. 1935)
- 12 giugno - Franco Faggi, canottiere italiano (n. 1926)
- 12 giugno - Omar Mateen, terrorista e criminale statunitense (n. 1986)
- 12 giugno - Carmelo Ortega, allenatore di pallacanestro cubano (n. 1938)
- 12 giugno - Elin Ortiz, attore, comico e produttore cinematografico portoricano (n. 1934)
- 12 giugno - Fabrizio Pirovano, pilota motociclistico italiano (n. 1960)
- 12 giugno - Alfonso Portugal, allenatore di calcio e calciatore messicano (n. 1934)
- 12 giugno - Elio Rosati, politico italiano (n. 1923)
- 12 giugno - George Voinovich, politico statunitense (n. 1936)
- 12 giugno - Janet Waldo, attrice e doppiatrice statunitense (n. 1919)
- 13 giugno - Ofelya Hambardzumyan, cantante sovietica (n. 1925)
- 13 giugno - Vincenzo Matarrese, imprenditore e dirigente sportivo italiano (n. 1937)
- 13 giugno - Mihaly Meszaros, attore ungherese (n. 1939)
- 13 giugno - Chips Moman, chitarrista, produttore discografico e paroliere statunitense (n. 1937)
- 13 giugno - Potito Salatto, politico italiano (n. 1942)
- 14 giugno - Lydia Biondi, attrice italiana (n. 1941)
- 14 giugno - Salvatore De Meis, ingegnere e storico della scienza italiano (n. 1930)
- 14 giugno - Anatolij Grišin, canoista sovietico (n. 1939)
- 14 giugno - Ann Morgan Guilbert, attrice statunitense (n. 1928)
- 14 giugno - Henry McCullough, musicista britannico (n. 1943)
- 14 giugno - Luigi Porro, calciatore italiano (n. 1939)
- 15 giugno - Nicholas Clinch, alpinista statunitense (n. 1930)
- 15 giugno - Corrado Marucci, gesuita, biblista e teologo italiano (n. 1940)
- 15 giugno - Gilberto Melendez, wrestler portoricano (n. 1933)
- 15 giugno - Yumi Shirakawa, attrice giapponese (n. 1936)
- 15 giugno - Giuseppe Spagnulo, scultore italiano (n. 1936)
- 15 giugno - Lois Duncan, scrittrice statunitense (n. 1934)
- 16 giugno - Maurice Blin, politico francese (n. 1922)
- 16 giugno - Jo Cox, politica britannica (n. 1974)
- 16 giugno - Hans Lipschis, militare tedesco (n. 1919)
- 16 giugno - Luděk Macela, allenatore di calcio e calciatore cecoslovacco (n. 1950)
- 16 giugno - Charles Thompson, pianista, organista e arrangiatore statunitense (n. 1918)
- 17 giugno - Ron Lester, attore statunitense (n. 1970)
- 17 giugno - Loretto Petrucci, ciclista su strada italiano (n. 1929)
- 18 giugno - Susana Duijm, modella, attrice e conduttrice televisiva venezuelana (n. 1936)
- 18 giugno - Väinö Huhtala, fondista e canottiere finlandese (n. 1935)
- 18 giugno - Sverre Kjelsberg, cantante e chitarrista norvegese (n. 1946)
- 18 giugno - Osvaldo Langini, regista e sceneggiatore italiano (n. 1922)
- 18 giugno - Vittorio Merloni, imprenditore italiano (n. 1933)
- 19 giugno - Götz George, attore tedesco (n. 1938)
- 19 giugno - Fan Ho, fotografo, regista e attore cinese (n. 1931)
- 19 giugno - Allan Paivio, psicologo canadese (n. 1925)
- 19 giugno - Víctor Salas, cestista argentino
- 19 giugno - Victor Atanasie Stănculescu, politico e generale rumeno (n. 1928)
- 19 giugno - Chayito Valdez, cantante messicana (n. 1945)
- 19 giugno - Anton Yelchin, attore russo (n. 1989)
- 20 giugno - Ann Atwater, attivista statunitense (n. 1935)
- 20 giugno - Pietro D'Ignazio, politico italiano (n. 1927)
- 20 giugno - Anna Maria Franchini, cestista italiana (n. 1933)
- 20 giugno - Benoîte Groult, giornalista e scrittrice francese (n. 1920)
- 20 giugno - Gorō Hasegawa, inventore giapponese (n. 1932)
- 20 giugno - James Victor, attore dominicano (n. 1939)
- 20 giugno - Edgard Pisani, funzionario |Attività2 = politico francese (n. 1918)
- 21 giugno - Bryan Edwards, allenatore di calcio e calciatore inglese (n. 1930)
- 22 giugno - Roberto Lovera, cestista e allenatore di pallacanestro uruguaiano (n. 1922)
- 22 giugno - Tokia Russell, calciatore bermudiano (n. 1977)
- 22 giugno - Amjad Sabri, cantante pakistano (n. 1970)
- 23 giugno - Maurice Cantor, vescovo francese (n. 1921)
- 23 giugno - Michael Herr, giornalista e sceneggiatore statunitense (n. 1940)
- 23 giugno - Stanley Mandelstam, fisico statunitense (n. 1929)
- 23 giugno - Ralph Stanley, musicista statunitense (n. 1927)
- 24 giugno - Antonio Barengo, calciatore italiano (n. 1934)
- 24 giugno - Konstantin Alekseevič Berezovskij, regista sovietico (n. 1924)
- 24 giugno - André Guelfi, pilota automobilistico francese (n. 1919)
- 24 giugno - Asım Can Gündüz, chitarrista turco (n. 1955)
- 24 giugno - Edoardo Müller, direttore d'orchestra e pianista italiano (n. 1938)
- 24 giugno - Cyril Guy Nègre, ingegnere francese (n. 1941)
- 24 giugno - Bernie Worrell, tastierista e compositore statunitense (n. 1944)
- 25 giugno - Peter Asmussen, scrittore danese (n. 1957)
- 25 giugno - Nicole Courcel, attrice francese (n. 1931)
- 25 giugno - Jack Cropp, velista neozelandese (n. 1927)
- 25 giugno - Maurice G. Dantec, scrittore e musicista francese (n. 1959)
- 25 giugno - Giuseppe Ferrara, regista, sceneggiatore e critico cinematografico italiano (n. 1932)
- 25 giugno - Hal Lear, cestista statunitense (n. 1935)
- 25 giugno - Ben Patterson, musicista e artista statunitense (n. 1934)
- 26 giugno - Jürgen von Beckerath, egittologo tedesco (n. 1920)
- 26 giugno - Austin Clarke, scrittore e saggista barbadiano (n. 1934)
- 26 giugno - Barbara Goldsmith, scrittrice, saggista e filantropa statunitense (n. 1931)
- 26 giugno - Giuseppe Antonello Leone, pittore, scultore e poeta italiano (n. 1917)
- 26 giugno - Eva Preussová, cestista cecoslovacca (n. 1923)
- 26 giugno - Gino Sovran, cestista canadese (n. 1924)
- 27 giugno - Marcel Buysse, ciclista su strada belga (n. 1920)
- 27 giugno - Silvano Girardello, pittore italiano (n. 1928)
- 27 giugno - Oh Se-jong, pattinatore di short track sudcoreano (n. 1982)
- 27 giugno - Simon Ramo, ingegnere e imprenditore statunitense (n. 1913)
- 27 giugno - Bud Spencer, attore, nuotatore e pallanuotista italiano (n. 1929)
- 27 giugno - Alvin Toffler, sociologo statunitense (n. 1928)
- 28 giugno - Gianfranco Bianco, giornalista e conduttore televisivo italiano (n. 1952)
- 28 giugno - György Csete, architetto ungherese (n. 1937)
- 28 giugno - Freddie Gilroy, pugile irlandese (n. 1936)
- 28 giugno - Scotty Moore, chitarrista statunitense (n. 1931)
- 28 giugno - Fabiane Niclotti, modella brasiliana (n. 1984)
- 28 giugno - Pat Summitt, cestista e allenatrice di pallacanestro statunitense (n. 1952)
- 29 giugno - Elechi Amadi, scrittore nigeriano (n. 1934)
- 29 giugno - Gaetano Capasso, ingegnere italiano (n. 1947)
- 29 giugno - James Cooley, matematico statunitense (n. 1926)
- 29 giugno - Francesco D'Alessio, politico e avvocato italiano (n. 1922)
- 29 giugno - Louis Desgranges, calciatore francese (n. 1935)
- 29 giugno - Kiichirō Furukawa, astronomo giapponese (n. 1929)
- 29 giugno - Carl Haas, pilota automobilistico e imprenditore statunitense (n. 1929)
- 29 giugno - Rolando Howell, cestista statunitense (n. 1982)
- 30 giugno - Malvina Garrone Ronchi Della Rocca, partigiana italiana (n. 1922)
- 30 giugno - Gian Corrado Gross, nuotatore e dirigente sportivo italiano (n. 1942)
- 30 giugno - Geoffrey Hill, poeta britannico (n. 1932)
- 30 giugno - Martin Lundström, fondista svedese (n. 1918)
- 30 giugno - Witold Zagórski, cestista e allenatore di pallacanestro polacco (n. 1930)